# Lista över fornlämningar i Bollebygds kommun
Lista över fornlämningar i Bollebygds kommun är en förteckning av ett urval av de fornlämningar som finns i Bollebygds kommun.

## Bollebygd
| Namn            | Lämningstyp  | Tillkomsttid | Historisk indelning      | Plats | Läge                 | ID-nr          | Bild                                      |
| --------------- | ------------ | ------------ | ------------------------ | ----- | -------------------- | -------------- | ----------------------------------------- |
| Bollebygd 8:1   | Stensättning |              | Bollebygd, Västergötland |       | 57.672517, 12.562429 | 10163300080001 | Ladda upp en bild av detta fornminne      |
| Bollebygd 9:1   | Stensättning |              | Bollebygd, Västergötland |       | 57.674216, 12.563808 | 10163300090001 | Ladda upp en till bild av detta fornminne |
| Bollebygd 9:2   | Stensättning |              | Bollebygd, Västergötland |       | 57.674090, 12.563794 | 10163300090002 | Ladda upp en bild av detta fornminne      |
| Bollebygd 10:1  | Stensättning |              | Bollebygd, Västergötland |       | 57.673170, 12.537985 | 10163300100001 | Ladda upp en bild av detta fornminne      |
| Bollebygd 11:1  | Stensättning |              | Bollebygd, Västergötland |       | 57.696106, 12.548541 | 10163300110001 | Ladda upp en bild av detta fornminne      |
| Bollebygd 11:2  | Stensättning |              | Bollebygd, Västergötland |       | 57.696093, 12.548348 | 10163300110002 | Ladda upp en bild av detta fornminne      |
| Bollebygd 12:1  | Röse         |              | Bollebygd, Västergötland |       | 57.713904, 12.574533 | 10163300120001 | Ladda upp en bild av detta fornminne      |
| Bollebygd 13:1  | Röse         |              | Bollebygd, Västergötland |       | 57.715471, 12.574326 | 10163300130001 | Ladda upp en bild av detta fornminne      |
| Bollebygd 15:1  | Röse         |              | Bollebygd, Västergötland |       | 57.736812, 12.587205 | 10163300150001 | Ladda upp en bild av detta fornminne      |
| Bollebygd 174:1 | Röse         |              | Bollebygd, Västergötland |       | 57.675578, 12.576627 | 10163301740001 | Ladda upp en till bild av detta fornminne |

## Töllsjö
| Namn                     | Lämningstyp  | Tillkomsttid | Historisk indelning    | Plats | Läge                 | ID-nr          | Bild                                 |
| ------------------------ | ------------ | ------------ | ---------------------- | ----- | -------------------- | -------------- | ------------------------------------ |
| Holmboborg (Töllsjö 9:1) | Borg         |              | Töllsjö, Västergötland |       | 57.780204, 12.620568 | 10180900090001 | Ladda upp en bild av detta fornminne |
| Töllsjö 61:1             | Stensättning |              | Töllsjö, Västergötland |       | 57.790765, 12.633419 | 10180900610001 | Ladda upp en bild av detta fornminne |